# Microgaster seyrigi
Microgaster seyrigi är en stekelart som beskrevs av Granger 1949. Microgaster seyrigi ingår i släktet Microgaster och familjen bracksteklar. Inga underarter finns listade i Catalogue of Life.